# جامع الفاروق (هيت)
يعتبر جامع الفاروق في هيت من الجوامع والمساجد التاريخية القديمة في العراق، ويقع في مدينة هيت في محافظة الأنبار، وقد شُيّد في بداية الفتح الإسلامي للعراق عام 17 هـ/639م، في عهد الخليفة عمر بن الخطاب.
وتقام فيهِ حالياً صلاة الجمعة وصلاة العيدين والصلوات الخمس.

## تاريخ البناء والتصميم
بُني الجامع أثناء فتح هيت على يد القائد المسلم الحارث بن يزيد القرشي، وكان مشيَّدًا بالحجارة. يقع على مرتفع من الأرض، ويبدأ بسلالم تؤدي إلى مدخله، وتعلوه منارة بارتفاع 25 متراً، تتميز المنارة بحوض أسطواني واحد مغلف بمادة النورة، إذ كانت تُستخدم كبرج للمراقبة قبل الفتح الإسلامي لمنطقة هيت.
يحتوي الحرم على مصلى واسع بعرض 19 متراً وطول 13 متراً، ويقوم على أعمدة كونكريتية. يتوسط الحرم محراب، وعن يمينه منبر، كما يوجد محفل للقراء، جُدّد المسجد عدة مرات،وكان آخر تجديد رئيسي له عام 1382هـ/1963م. للمسجد مدخلان، أحدهما داخلي والآخر خارجي، وقبالة الحرم توجد طارمة بعرض الحرم وطول ستة أمتار، تليها باحة واسعة وغرفة مخصصة للإمام والخطيب.

## النفق التاريخي
يُعد المسجد من المواقع الأثرية في هيت، حيث يُروى أن هناك ممرًا أسفل المئذنة يؤدي إلى النهر على شكل نفق مربع بعرض متر ونصف و67 متراً طولاً. كان هذا النفق يُستخدم اثناء الغزو عندما لا يستطيعون فتح الأبواب لإدخال المعونة إلى المدينة، ويعرف باسم "باب السنجة" أو "باب السنجق".